# Jordi Casassas
Jordi Casassas i Ymbert (Barcelona, 1948) es un historiador y catedrático universitario español, desde abril de 2014 presidente del Ateneo Barcelonés.

## Biografía

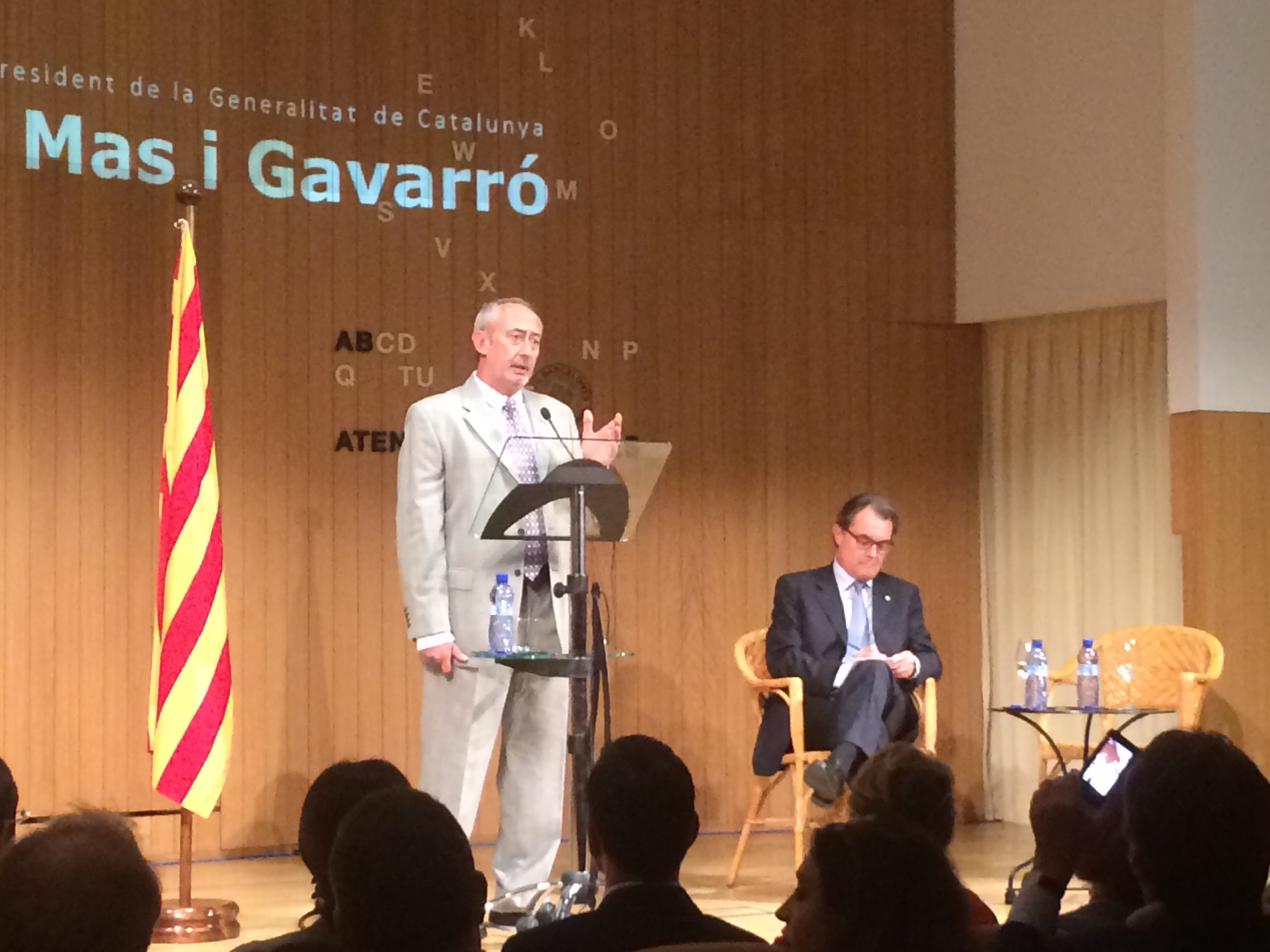
Jordi Casassas, presentando a Artur Mas, presidente de la Generalidad de Cataluña, en el Ateneo Barcelonés, el 7-10-2014

Doctorado en Historia contemporánea en 1977 con la tesis Jaume Bofill (1878-1933). L'adscripció social i l'evolució política, ocupa la cátedra de la misma materia en la Universidad de Barcelona. Considerado un intelectual de ideología nacionalista catalana[cita requerida], fue codirector del Diccionari d'Historiografia Catalana y de la Biblioteca dels Clàssics del Nacionalisme Català. Por su obra, El temps de la nació. Estudis sobre el problema polític de les identitats, recibió el Premio Ramón Trías Fargas en 2004. También es autor, entre otras obras, de Les identitats a la Catalunya contemporània y La fàbrica de les idees. Política i cultura a la Catalunya del segle XX (2009), El futur del catalanisme (1997), Intel·lectuals, professionals i politics a la Catalunya contemporània (1850-1920) (1989) y La dictadura de Primo de Rivera (1923-1930) (1983).
En 2014 fue elegido presidente del Ateneo Barcelonés, institución sobre la que tiene escritos dos libros (Història de l'Ateneu Barcelonès. Dels orígens als nostres díes y Ateneu i Barcelona. Un segle i mig d'acció cultural), sustituyendo a Francesc Cabana, dentro de una candidatura que fue calificada como independentista», frente a la encabezada por el economista, Josep Maria Carreras. En 2017 reeditó victoria, frente a las candidaturas de Bernat Dedéu y Genís Roca.